# Ubaldesco Baldi
Ubaldesco Baldi (Serravalle Pistoiese, 13 luglio 1944 – Prato, 13 giugno 1991) è stato un tiratore a volo italiano, medaglia di bronzo nel tiro a volo ai Giochi olimpici di Montréal 1976.

## Palmarès
Giochi olimpici
- Montréal 1976
  - Trap:  Bronzo